# Distorsión de Peierls

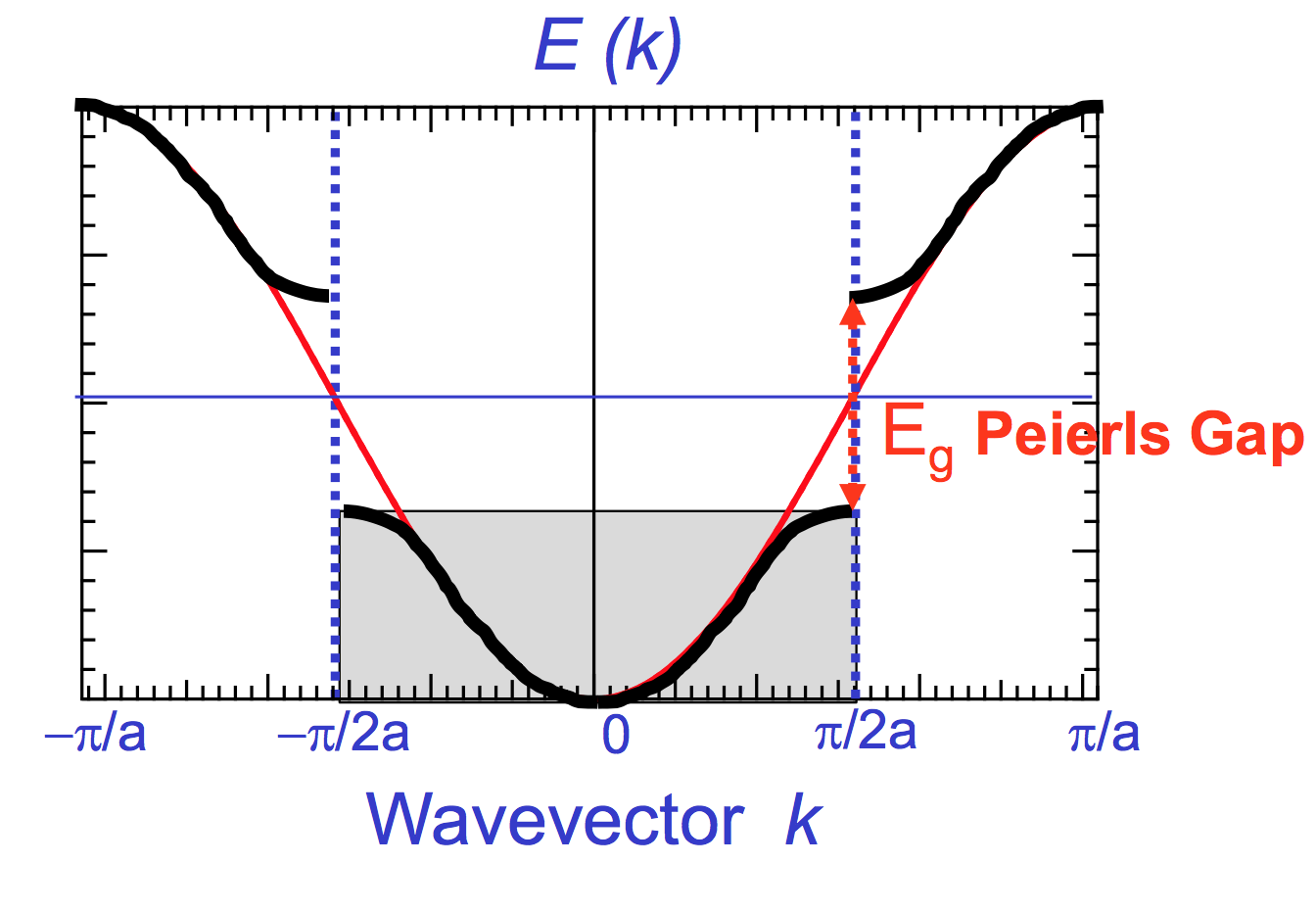
Diagrama con la distorsión de Peierls.

La distorsión de Peierls o transición de Peierls es una dimerización, en donde a bajas temperaturas un cristal monovalente monodimensional cambia su comportamiento metálico a un comportamiento aislante. Los átomos en la red se arreglan ligeramente, pasando de un cristal con espaciamientos regulares e iguales a espaciamientos alternados; esto es que, los átomos forman pares.
Esto le cuesta energía elástica al sistema, ya que para átomos idénticos el estado más bajo debe ser uno con espaciamientos iguales para cualquier potencial razonable. Sin embargo los electrones son capaces de moverse a un estado más bajo de energía por esta maniobra.
Consideremos un metal monodimensional con un gas de electrones rellenando todos los orbitales de la banda de conducción hasta el de vector de onda kF, en el cero absoluto de temperaturas. Peierls sugirió que dicho metal lineal es inestable respecto a una deformación estática de la red de vector de onda G=2kF. Esta deformación crea una banda de energía prohibida en la superficie de Fermi, rebajando, por tanto, la energía de los electrones por debajo de dicha banda. La deformación prosigue hasta que se ve limitada por el aumento de energía elástica.

## Teorema de Peierls
El teorema de Peierls estipula que una cadena monodimensional con espacios iguales con un electrón por ion es inestable. Esto fue aseverado en los años de 1930 por Rudolf Peierls. Puede probarse usando un modelo simple de potencial para un electrón en un cristal 1-D con una red de espaciamiento a. La periodicidad del cristal crea una energía de band gaps  en el diagrama E-k con múltiples valores de k=π/a. Si cada uno de los iones contribuye con un electrón, entonces la banda estará llena a la mitad, arriba de valores de k= ±π/2a en el estado fundamental.
Puede ocurrir una transición metal-aislante cuando la separación entre vecinos más próximos a resulta del orden de 4a0, siendo a0  el radio de la primera órbita de Bohr en el aislante. La fase metálica existe para los menores valores de a.

## Superconductividad
Peierls muestra que un metal monodimensional es inestable y se someterá a una transición de fase a un estado semiconductor. Casi al mismo tiempo y de forma independiente la teoría de esta transición de fase fue estudiada por Fröhlich. Fröhlich mostró que a una baja temperatura se puede dar una transición de fase pero no a semiconductor sino a superconductor con temperaturas no cercanas al cero absoluto.
Recientemente sistemas experimentales han mostrado una distorsión de Peierls y que son candidatos potenciales para el mecanismo Fröhlich de la superconductividad. Se mostró que la distorsión ocurría en particular en K2 [Pt(CN)4] Br0.30 ·3(H20) (KCP) y sales relacionadas.